# Liste der Bischöfe von Frascati
Die folgenden Personen waren Bischöfe und Kardinalbischöfe des Bistums Frascati (Italien):

## Kardinalbischöfe von Frascati
- Martius 269
- vakant 269–313
- Zolticus 313
- Fortunatus
- vakant
- Luminoso 649
- vakant 649–676
- Vitaliano 676
- vakant 676–803
- Peter I. 803–?
- vakant 800er–847
- ? 847–?
- vakant 850–964
- Egidio 964 bis ca. 969
- Johannes I. ca. 969–?
- vakant 970er–990
- Bonizzo 990
- vakant 990–998
- Benedikt 998[1]
- Johannes II. Homo 1015[1]
- Domenico I. 1024–1037[1]
- Johannes III. 1044[2]
- Peter II. 1057–1062[3]
- Giovanni IV. 1065–1071[4]
- Giovanni V. Minuto 1073–1094[5]
- Bovo 1099[6]
- Giovanni VI. 1100–1119[7]
- Divizo (Dionysius) 1121–1122[8]
- Egidio (Gilles von Paris) 1123–1139[9]
- vakant 1139–1142[10]
- Imar 1142–1161, Anhänger des Gegenpapstes Viktors IV. seit 1159[11]
  - Teobald 1162 (Gegenbischof)[11]
- Hugo II. Pierleoni 1166[11]
  - Martin 1167–1174 (Gegenbischof)[11]
- Pietro IV. da Pavia 1179–1182[11]
- vakant 1182–1204
- Nicola I. de Romanis 1204–1218/19[12]
- Nicola II. 1219–1227
- Giacomo I. de Vitry 1229–1240[13]
- Ottone de Castro Rodolfi da Chateroux 1244–1273[14]
- Giovanni Pietro di Giuliano 1273–1276
- Ordonio Alurz 1278–1285
- Giovanni VII. Boccamazza 1285–1309
- Béranger Frédol der Ältere 1309–1323
- Bernardo de la Tour 1323–1332/33
- Annibaldo Gaetani da Ceccano 1333–1350
- Guillaume I. de Court 1350–1361
- Nicola III. Capocci 1361–1368
- Gilles II. Aycelin de Montaigut 1368–1378
  - Jean VII. de la Grange 1379–1381, Gegenbischof
- Tommaso da Frignano 1380–1381
  - Guillaume II. de Chanac 1383, Gegenbischof
- Pietro Pileo di Prata 1385–1387
  - Jean Rolland 1385–1388, Gegenbischof
  - Jean de la Grange (vor 1394–1402), Gegenbischof
  - Pierre Girard 1405–1409, Gegenbischof
- Pietro Pileo di Prata 1391–1401 (erneut)
- Enrico Minutolo 1405–1409, † 1412 (auch Kardinalbischof von Sabina 1409–1412)
- Pierre Girard de Puy 1409–1415 (erneut)
- Angelo Correr 1415–1417, der frühere Papst Gregor XII.
- Baldassare Cossa 1419, der frühere Papst Johannes XXIII. (Gegenpapst)
- vakant 1419–1431
- Antonio I. Panciarini 1431
- vakant 1431–1436
- Hugo III. von Lusignan 1436–1442 (auch Kardinalbischof von Palestrina 1431–1436)
- Ludwig I. von Luxemburg-Ligny 1442–1443
- Giuliano Cesarini 1444
- vakant 1444–1449
- Bessarion 1449–1468, † 1472
- Latino Orsini 1468–1477 (auch Kardinalbischof von Albano 1465–1468)
- Giacomo II. Ammannati 1477–1479
- Giambattista I. Zeno 1479–1501
- Jorge da Costa 1501–1503, † 1508 (auch Kardinalbischof von Albano 1491–1501, Porto 1503–1508)
- Antonio II. Pallavicino 1503–1505, † 1507 (auch Kardinalbischof von Palestrina 1505–1507)
- Giovanni Antonio I. Sangiorgio 1505–1507, † 1509 (auch Kardinalbischof von Palestrina 1507–1508, Sabina 1508–1509)
- Bernardino I. Lopez de Carvajal 1507–1509, † 1523 (auch Kardinalbischof von Palestrina 1508–1509, Sabina 1509–1521, Ostia und Velletri 1521–1523)
- Guillaume III. Briconet 1509–1510, † 1516 (auch Kardinalbischof von Albano 1507–1508, Palestrina 1509–1511)
- Domenico II. Grimani 1510–1511, † 1523 (auch Kardinalbischof von Albano 1508–1509, Porto 1511–1523)
- Philipp von Luxemburg 1511–1518, † 1519 (auch Kardinalbischof von Albano 1509–1511)
- Domenico II. Grimani 1518, † 1523 (erneut)
- Philipp von Luxemburg 1518–1519 (erneut)
- Alessandro I. Farnese 1519–1523, † 1549 (auch Kardinalbischof von Palestrina 1523, Sabina 1523–1524, Porto 1524, Ostia und Velletri 1524–1534), der spätere Papst Paul III.
- Antonio III. Ciocchi 1523
- François I. de Clermont 1523–1541[15]
- Marino Grimani 1541–1543, † 1546 (auch Kardinalbischof von Porto 1543–1546)
- Philippe de la Chambre 1543–1550
- Giovanni Pietro II. Carafa 1550–1553, † 1559 (auch Kardinalbischof von Albano 1544–1546, Sabina 1546–1550, Porto 1553, Ostia and Velletri 1553–1555), der spätere Papst Paul VI.
- Jean IX. de Bellay 1553, † 1560 (auch Kardinalbischof von Albano 1550–1553, Porto 1553–1555, Ostia und Velletri 1555–1560)
- Rodolfo Pio di Carpi 1553–1555, † 1564 (auch Kardinalbischof von Albano 1550, Porto-Santa Rufina 1555–1562, Ostia und Velletri 1562–1564)
- Juan X. Alvarez de Toledo de Alba 1555–1557 (auch Kardinalbischof von Albano 1553–1555)
- Francesco II. Pisano 1557–1562, † 1570 (auch Kardinalbischof von Albano 1555–1557, Porto 1562–1564, Ostia und Velletri 1564–1570)
- Federico I. Cesi 1562–1564, † 1565 (auch Kardinalbischof von Palestrina 1557–1562 und von Porto 1564–1565)
- Giovanni Girolamo Morone 1564–1565, † 1580 (auch Kardinalbischof von Albano 1560–1561, Sabina 1561–1562, Palestrina 1562–1564, Porto 1565–1570, Ostia und Velletri 1570–1580)
- Federico I. Cesi 1562–1564 (erneut)
- Giovanni Girolamo Morone 1564–1565, † 1580 (erneut)
- Alessandro II. Farnese 1565–1578, † 1589 (auch Kardinalbischof von Sabina 1564–1565, Porto 1578–1580, Ostia und Velletri 1580–1589)
- Giacomo III. Savelli 1578–1587 (auch Kardinalbischof von Sabina 1577–1578, Porto 1583–1587)
- Giovanni Antonio Serbelloni 1583–1587, † 1591 (auch Kardinalbischof von Sabina 1578, Palestrina 1578–1583, Porto 1587–1589, Ostia und Velletri 1589–1591)
- Alfonso I. Gesualdo di Conza 1587–1589, † 1603 (auch Kardinalbischof von Albano 1583–1587, Porto 1589–1591, Ostia und Velletri 1591–1603)
- Inigo d’Avalos d’Aquino d’Aragona 1589–1591, † 1600 (auch Kardinalbischof von Sabina 1586–1589, Porto 1591–1600)
- Tolomeo Gallio 1591–1600, † 1607 (auch Kardinalbischof von Albano 1587–1589, Sabina 1589–1591, Porto 1600–1603, Ostia und Velletri 1603–1607)
- Ludovico II. Madruzzo 1600 (auch Kardinalbischof von Sabina 1597–1600)
- Girolamo I. Simoncelli 1600–1603 (auch Kardinalbischof von Albano 1600)
- Domenico III. Pinelli 1603–1605, † 1611 (auch Kardinalbischof von Porto 1605–1607, Ostia und Velletri 1607–1611)
- Antonio Maria I. Galli 1605–1608, † 1620 (auch Kardinalbischof von Palestrina 1608–1611, Porto 1611–1615, Ostia und Velletri 1615–1620)
- Mariano Pierbenedetti 1608–1611
- Giovanni Evangelista Pallotta 1611–1620, † 1620 (auch Kardinalbischof von Porto 1620)
- Francesco IV. Sforza di Santa Fiora 1620–1623 (auch Kardinalbischof von Albano 1618–1620)
- Odoardo Farnese 1624–1626
- Giovanni Battista II. Deti 1626, † 1630 (auch Kardinalbischof von Albano 1623–1626, Porto 1626–1629, Ostia und Velletri 1629–1630)
- Bonifacio Bevilacqua 1626–1627 (auch Kardinalbischof von Sabina 1624–1626)
- Andrea Baroni Peretti Montalto 1627–1629 (auch Kardinalbischof von Palestrina 1624–1626, Albano 1626–1627)
- Giovanni Garzia Mellini 1629
- Marcello Lante della Rovere 1629–1639, † 1652 (auch Kardinalbischof von Palestrina 1629, Porto 1639–1641, Ostia und Velletri 1641–1652)
- Giulio I. Savelli 1639–1644
- Giulio II. Roma 1644–1645, † 1652 (auch Kardinalbischof von Porto 1645–1652)
- Carlo I. Medici 1645–1652, † 1666 (auch Kardinalbischof von Sabina 1645, Porto 1652, Ostia und Velletri 1652–1666)
- Bernardino II. Spada 1652, † 1661 (auch Kardinalbischof von Albano 1646–1652, Sabina 1652–1655, Palestrina 1655–1661)
- Giulio III. Sacchetti 1652–1655, † 1663 (auch Kardinalbischof von Sabina 1655–1663)
- Antonio IV. Barberini 1655–1661, † 1671 (auch Kardinalbischof von Palestrina 1661–1671)
- Girolamo II. Colonna 1661–1666
- Giovanni Battista III. Pallotta 1666–1668 (auch Kardinalbischof von Albano 1663–1666)
- Francesco Maria Brancaccio 1668–1671, † 1675 (auch Kardinalbischof von Sabina 1666–1668, Porto 1671–1675)
- Ulderico Carpegna 1671–1675, † 1679 (auch Kardinalbischof von Albano 1666–1671, Porto 1675–1679)
- Virginio Orsini 1675–1676 (auch Kardinalbischof von Albano 1671–1675)
- Carlo II. Rossetti 1676–1680, † 1681 (auch Kardinalbischof von Porto 1680–1681)
- Alderano Cibo 1680–1683, † 1700 (auch Kardinalbischof von Palestrina 1679–1680, Porto 1683–1687, Ostia und Velletri 1687–1700)
- Pietro Vito Ottoboni 1683–1687, † 1691 (auch Kardinalbischof von Porto 1687–1689), der spätere Papst Alexander VIII.
- Giacomo IV. Franzoni 1687–1693, † 1697 (auch Kardinalbischof von Porto 1693–1697)
- Nicolo IV. Acciaioli 1693–1701, † 1719 (auch Kardinalbischof von Porto 1700–1715, Ostia und Velletri 1715–1719)
- Pier Francesco Orsini 1701–1715, † 1730, der spätere Papst Benedikt XIII.
- Sebastiano Antonio Tanara 1715–1721, † 1724 (auch Kardinalbischof von Ostia und Velletri 1721–1724)
- Francesco IV. del Giudice 1721–1724, † 1725 (auch Kardinalbischof von Palestrina 1717–1721, Ostia und Velletri 1724–1725)
- Francesco V. Pignatelli 1724–1725, † 1734 (auch Kardinalbischof von Sabina 1719–1724, Porto 1725–1734)
- Lorenzo II. Corsini 1725–1730, † 1740, der spätere Papst Clemens XII.
- Pietro V. Ottoboni 1730–1734, † 1740 (auch Kardinalbischof von Sabina 1725–1730, Porto 1734–1738, Ostia und Velletri 1738–1740)
- Pier Marcellino Corradini 1734–1743
- Giuseppe Accoramboni 1743–1747
- Vincenzo Bichi 1747–1750 (auch Kardinalbischof von Sabina 1743–1747)
- Giovanni Antonio III. Guadagni 1750–1756, † 1759
- Carlo Maria Sacripante 1756–1758
- Camillo Paolucci de’ Calboli 1758–1761, † 1763 (auch Kardinalbischof von Porto 1761–1763)
- Henry Benedict Mary Clement Stuart, „Herzog von York“ 1761–1803, † 1807 (Kardinalbischof von Ostia und Velletri 1803–1807) (war der letzte aus dem Haus Stuart als Heinrich IX.)
- Giuseppe Maria Doria Pamphilj 1803–1814, † 1816
- Giulio Maria della Somaglia 1814–1818, † 1830 (auch Kardinalbischof von Porto 1818–1820, Ostia und Velletri 1820–1830)
- Bartolomeo II. Pacca 1818–1821, † 1844 (auch Kardinalbischof von Porto 1821–1830, Ostia und Velletri 1830–1844)
- Francesco Saverio Castiglioni 1821–1829, † 1830, der spätere Papst Pius VIII.
- Emmanuele De Gregorio 1829–1837, † 1839
- Ludovico III. Micara 1837–1844, † 1847 (auch Kardinalbischof von Ostia und Velletri 1844–1847)
- Mario Mattei 1844–1854, † 1870 (auch Kardinalbischof von Porto 1854–1860, Ostia und Velletri 1860–1870)
- Antonio Maria II. Cagiano de Azevedo 1854–1867
- Nicolo V. Paracciani-Clarelli 1867–1872
- Filippo Maria Guidi 1872–1879
- Jean-Baptiste Pitra 1879–1884, † 1889
- Edward II. Howard 1884–1892
- Tommaso Maria Zigliara 1893
- Serafino Vannutelli 1893–1904, † 1915 (auch Kardinalbischof von Porto 1903–1915, Ostia 1913–1915)
- Francesco VI. Satolli 1904–1910
- Francesco VII. de Paolo Cassetta 1911–1919
- Giulio IV. Boschi 1919–1920
- Giovanni XI. Cagliero 1920–1926
- Michele Lega 1926–1935
- Francesco VIII. Marchetti Selvaggiani 1936–1951 (auch Kardinalbischof von Ostia 1948–1951)
- Federico II. Tedeschini 1951–1959
- Gaetano Cicognani 1959–1962
- Amleto Giovanni Cicognani 1962–1973 (auch Kardinalbischof von Ostia 1972–1973)
- Jean XII. Villot 1974–1979
- Paolo Bertoli 1979–2001
- Alfonso II. Lopez Trujillo 2001–2008
- Tarcisio Bertone SDB seit 2008

## Diözesanbischöfe von Frascati
Papst Johannes XXIII. beschloss 1962 in Suburbicariis sedibus, dass die Kardinalbischöfe zwar weiterhin Titelinhaber der suburbikarischen Bistümer sein sollen, jedoch ohne die pastoralen Verpflichtungen, die pleno jure einem Diözesanbischof übertragen wurden.
- Luigi Liverzani (1962–1989)
- Giuseppe Matarrese (1990–2009)
- Raffaello Martinelli (2009–2023)
- Stefano Russo (seit 2023)